# Les Pièges de Broadway
Pour plus de détails, voir Fiche technique et Distribution.
Les Pièges de Broadway (titre original : The Rat Race) est un film américain réalisé par Robert Mulligan, sorti en 1960.
Il s'agit de l'adaptation de la pièce éponyme de Garson Kanin.

## Synopsis
Ayant quitté son Wisconsin natal, Pete Hammond Jr débarque à la gare routière de New York, en pleine canicule. Le jeune rastignac saxophoniste se rend directement à Broadway, la Mecque des musiciens de jazz. Avec difficulté, il trouve un logement bon marché, qu'il offre de partager avec Peggy Brown, une jeune danseuse qui vient d'en être expulsée. Celle-ci vit à New York depuis trois ans, mais doit, pour survivre, accepter un travail d'entraîneuse dans un club de nuit, où le patron la poursuit de ses assiduités, tout en exerçant un chantage. Pete, de son côté, se fait voler ses instruments de musique juste au moment où une occasion de travail lors d'une croisière s'offrait à lui. Pour lui venir en aide, Peggy feint d'accepter les propositions malhonnêtes du patron du dancing pour lui emprunter de quoi racheter des saxophones. Au retour de la croisière, Pete arrive juste à temps pour rembourser ces dettes. Finalement, le couple finit par s'unir pour déjouer les mauvais coups.

## Fiche technique
- Titre : Les Pièges de Broadway
- Titre original : The Rat Race
- Réalisation : Robert Mulligan
- Scénario : Garson Kanin d'après son roman
- Photographie : Robert Burks
- Montage : Alma Macrorie
- Musique : Elmer Bernstein
- Direction artistique : Tambi Larsen, Hal Pereira
- Décors : Sam Comer, Frank McKelvy, Maurice Goodman
- Costumes : Edith Head
- Son : Hugo Grenzbach, Winston H. Leverett
- Producteurs : William Perlberg et George Seaton
- Société de production : Perlberg-Seaton Productions
- Société de distribution : Paramount Pictures
- Pays d'origine :  États-Unis
- Langue : anglais
- Format : couleur (Technicolor) — 35 mm — 1,85:1 — son Mono
- Genre : Comédie dramatique
- Durée : 105 minutes
- Date de sortie :
  -  États-Unis : 25 mai 1960 (première à New York et à Los Angeles)
  -  France : 7 juillet 1961

## Distribution
- Tony Curtis (VF : Michel Roux) : Pete Hammond Jr
- Debbie Reynolds (VF : Michèle Bardollet) : Peggy Brown
- Jack Oakie (VF : Émile Duard) : Mac, barman
- Kay Medford (VF : Marie Francey) : Mme "Soda" Gallo, la logeuse
- Don Rickles (VF : Claude Péran) : Nelson "Nellie" Miller, le patron du dancing
- Marjorie Bennett : Mme Kerry
- Hal K. Dawson (en) : Bo Kerry
- Norman Fell : le réparateur de téléphone
- Lisa Drake : Toni
- Joe Bushkin (VF : Roger Rudel) : Frankie Bandleader
- Sam Butera (VF : Henry Djanik) : Carl, leader des Red Peppers
- Elmer Bernstein : un musicien des Red Peppers
- Gerry Mulligan : lui-même
- Stanley Adams (non crédité) : Le chauffeur de taxi
- Wally Cassell(VF : Maurice Dorléac) : le réceptionniste de l'hôtel
- Dick Winslow(VF : Jacques Thiery) : Tip (V.F. : Jim), le saxophoniste